# Nash Nunatak
Nash Nunatak är en nunatak i Antarktis. Den ligger i Östantarktis. Australien gör anspråk på området. Toppen på Nash Nunatak är 1 118 meter över havet.
Terrängen runt Nash Nunatak är platt. Trakten är obefolkad. Det finns inga samhällen i närheten.